# Hunter (Tennessee)
Hunter és una concentració de població designada pel cens dels Estats Units a l'estat de Tennessee. Segons el cens del 2000 tenia 1.566 habitants.

## Demografia
Segons el cens del 2000, Hunter tenia 1.566 habitants, 689 habitatges, i 491 famílies. La densitat de població era de 98,5 habitants/km².
Dels 689 habitatges en un 27,7% hi vivien nens de menys de 18 anys, en un 57,9% hi vivien parelles casades, en un 10,7% dones solteres, i en un 28,7% no eren unitats familiars. En el 25,5% dels habitatges hi vivien persones soles el 10,9% de les quals corresponia a persones de 65 anys o més que vivien soles. El nombre mitjà de persones vivint en cada habitatge era de 2,27 i el nombre mitjà de persones que vivien en cada família era de 2,71.
Per edats la població es repartia de la següent manera: un 19,3% tenia menys de 18 anys, un 8% entre 18 i 24, un 28,7% entre 25 i 44, un 27,3% de 45 a 60 i un 16,7% 65 anys o més.
L'edat mediana era de 41 anys. Per cada 100 dones de 18 o més anys hi havia 88,5 homes.
La renda mediana per habitatge era de 30.968 $ i la renda mediana per família de 37.981 $. Els homes tenien una renda mediana de 25.000 $ mentre que les dones 20.668 $. La renda per capita de la població era de 15.590 $. Entorn del 5,6% de les famílies i el 8,7% de la població estaven per davall del llindar de pobresa.

## Poblacions més properes
El següent diagrama mostra les poblacions més properes.